# Ослав'я
Ослав'я (рос. Ославье) — присілок у Волосовському районі Ленінградської області Російської Федерації.
Населення становить 60 осіб. Належить до муніципального утворення Бегуницьке сільське поселення.

## Історія
Від 1 серпня 1927 року належить до Ленінградської області.

## Населення
| 2007 | 2010 | 2017 |
| ---- | ---- | ---- |
| 50   | ↘48  | ↗60  |